# Elettromeccanica Parizzi
 (octobre 2014).
Si vous disposez d'ouvrages ou d'articles de référence ou si vous connaissez des sites web de qualité traitant du thème abordé ici, merci de compléter l'article en donnant les références utiles à sa vérifiabilité et en les liant à la section « Notes et références ».
La société Elettromeccanica Parizzi S.p.A. est une entreprise italienne spécialisée dans les systèmes électro-mécaniques à l'origine, électroniques ensuite, pour la gestion interne et la sécurité des trains, locomotives et rames à grande vitesse.

## Histoire
La société a été fondée en 1955 par Eugenio Parizzi (surnommé "Ermanno"), un fils d'agriculteurs né en 1924 à Alseno, une petite bourgade dans la province de Plaisance. En 2009, il a reçu de l'École Polytechnique de Milan le premier doctorat ad honorem en Automatisation industrielle à 85 ans.
Après des études secondaires locales, il fréquente une école supérieure de mécanique à Milan et trouve un premier emploi à l'ISSI - Institut Scientifique Expérimental Italien à Milan où il s'occupe d'acoustique, de silencieux pour les sous-marins. Il apprend beaucoup surtout il s'intéresse à la recherche appliquée. À l'époque, l'Italie devait se reconstruire au lendemain de la Seconde Guerre mondiale et le secteur le plus intéressant pour lui, Il se passionne alors pour les applications d'électromécanique et crée sa propre entreprise en 1955. Dès la fin des années 1960, il devient très vite un des fournisseurs des chemins de fer italiens, les FS - Ferrovie dello Stato Italiane. Avec son esprit créatif, il met au point les premiers systèmes électromécaniques puis électroniques de gestion des convois et crée une collaboration active avec l'École polytechnique de Milan, une nouveauté dans les années 1970. Il forme les étudiants milanais au cours de stages en entreprise et en recrute un certain nombre qui lui permettront d'acquérir une grande avance technologique dans le domaine de l’automatisation appliquée au transport ferroviaire.
La société Parizzi acquit sa réputation en maitrisant la conversion statique de l'énergie électrique sur l'électronique de puissance, les composants magnétriques et l'électronique analogique des signaux, la conception des systèmes auxiliaires à bord des rames à grande vitesse, les convertisseurs auxiliaires et de tension, gestion électronique de la pendulation des rames Pendolino italiens et ses variantes dans le monde. La société a également participé à la partie commande de traction et des auxiliaires des tramways VAL  de Matra-Siemens et différents matériels TRANSLHOR de Lohr.
Intégrée dans Fiat Ferroviaria après que Fiat ait été actionnaire minoritaire puis majoritaire, la société a été intégrée dans Alstom Ferroviaria Italia lors du rachat de Fiat Ferroviaria en 2001.